# Eero Hirvonen
Pour les articles homonymes, voir Hirvonen.
Eero Hirvonen, né le 30 janvier 1996 à Laukaa, est un coureur finlandais du combiné nordique.

## Biographie
Licencié au Jyväskylän Hiihtoseura, il entre dans l'équipe nationale en 2013, puis fait ses débuts en coupe du monde en mars 2015 à Lahti (33e). Il marque ses premiers points un an plus tard au même lieu avec une 25e place. Aux Championnats du monde junior 2016, il gagne la médaille de bronze par équipes et est quatrième en individuel.
Il est l'une des révélations de l'hiver 2016-2017 qu'il entame directement avec une quatrième place sur l'épreuve individuelle de Ruka à seulement 2,5 secondes du podium. Le 7 janvier, à Lahti, il termine deuxième de l'épreuve et grimpe sur le podium pour la première fois de sa jeune carrière. Son classement général en fin de saison est une huitième place. Il prend part également aux Championnats du monde à Lahti, où il est notamment neuvième en individuel.
En ouverture de la saison 2017-2018, il est deux fois sur le podium à Ruka. Il ajoute trois podiums à sa collection cet hiver et prend la sixième position au classement général de la Coupe du monde. Sixième est aussi sa place aux Jeux olympiques, sur les deux courses individuelles et celle par équipes.
En 2019, alors moins en verve individuellement, il remporte le sprint par équipes de Lahti avec Ilkka Herola, soit douze ans après le dernier succès finlandais dans la discipline.
Lors de l'hiver 2021-2022, il manque le début de la saison en raison d'une blessure à la cuisse.

## Palmarès

### Jeux olympiques d'hiver
| Épreuve / Édition   | Individuel     | Individuel     | Par équipes Grand tremplin |
| Épreuve / Édition   | Petit tremplin | Grand tremplin | Par équipes Grand tremplin |
| JO 2018 Pyeongchang | 6e             | 6e             | 6e                         |
| JO 2022 Pékin       | 17e            | 20e            | 8e                         |

### Championnats du monde
| Épreuve / Édition        | Gundersen      | Gundersen      | Relais | Sprint par équipes |
| Épreuve / Édition        | Petit tremplin | Grand tremplin | Relais | Sprint par équipes |
| Mondiaux 2017 Lahti      | 9e             | 21e            | 5e     | 7e                 |
| Mondiaux 2019 Seefeld    | Abandon        | 20e            | 5e     | 7e                 |
| Mondiaux 2021 Oberstdorf | -              | 18e            | 5e     | 5e                 |

### Coupe du monde
- Meilleur classement général : 6e en 2018.
- 6 podiums individuels : 3 deuxièmes places et 3 troisièmes places.
- 3 podiums par équipes, dont 1 victoire.

#### Classements en Coupe du monde
| Année     | Classement général final |
| 2015-2016 | 56e                      |
| 2016-2017 | 8e                       |
| 2017-2018 | 6e                       |
| 2018-2019 | 24e                      |
| 2019-2020 | 36e                      |
| 2020-2021 | 19e                      |
| 2021-2022 | 24e                      |
| 2022-2023 | 16e                      |

#### Détail des podiums en Coupe du monde
| Saison    | Épreuve & date                             | Classement |
| 2016-2017 | Lahti, 7 janvier 2017 — HS 130 - 10 km     | 2e         |
| 2017-2018 | Ruka, 25 novembre 2017 — HS 142 - 10 km    | 2e         |
| 2017-2018 | Ruka, 26 novembre 2017 — HS 142 - 10 km    | 3e         |
| 2017-2018 | Ramsau, 17 décembre 2017 — HS 96 - 10 km   | 3e         |
| 2017-2018 | Trondheim, 14 mars 2018 — HS 140 - 10 km   | 3e         |
| 2017-2018 | Klingenthal, 17 mars 2018 — HS 140 - 10 km | 2e         |

### Championnats du monde junior
| Épreuve / Édition           | Gundersen | Gundersen | Relais 4 × 5 km |
| Épreuve / Édition           | 5 km      | 10 km     | Relais 4 × 5 km |
| Mondiaux 2014 Val di Fiemme | 18e       | —         | —               |
| Mondiaux 2015 Almaty        | 24e       | 15e       | 4e              |
| Mondiaux 2016 Râşnov        | —         | 4e        | Bronze          |